# 吉田温紀
吉田 温紀（よしだ はるき、2003年4月29日 - ）は、三重県鈴鹿市出身のプロサッカー選手。Jリーグ・愛媛FC所属。ポジションはミッドフィールダー、ディフェンダー。

## 略歴
名古屋グランパスのアカデミー出身。U-18チームに所属していた2021年3月、同期の甲田英將とともに2種登録選手としてトップチームに登録された。9月、2022年からトップチームに正式昇格することが発表された。
2025年1月5日、愛媛FCに期限付き移籍することが発表された。

## 所属クラブ
- アレグロッソ桜島（鈴鹿市立桜島小学校）
- 名古屋グランパスU-15（鈴鹿市立白子中学校）
- 名古屋グランパスU-18（東海学園高等学校）
  - 2021年  名古屋グランパス（2種登録選手）
- 2022年 -  名古屋グランパス
  - 2025年 -  愛媛FC（育成型期限付き移籍）

## 個人成績
| 国内大会個人成績 | 国内大会個人成績 | 国内大会個人成績 | 国内大会個人成績 | 国内大会個人成績 | 国内大会個人成績 | 国内大会個人成績 | 国内大会個人成績 | 国内大会個人成績 | 国内大会個人成績 | 国内大会個人成績 | 国内大会個人成績 |
| 年度             | クラブ           | 背番号           | リーグ           | リーグ戦         | リーグ戦         | リーグ杯         | リーグ杯         | オープン杯       | オープン杯       | 期間通算         | 期間通算         |
| 年度             | クラブ           | 背番号           | リーグ           | 出場             | 得点             | 出場             | 得点             | 出場             | 得点             | 出場             | 得点             |
| 日本             | 日本             | 日本             | 日本             | リーグ戦         | リーグ戦         | リーグ杯         | リーグ杯         | 天皇杯           | 天皇杯           | 期間通算         | 期間通算         |
| ---------------- | ---------------- | ---------------- | ---------------- | ---------------- | ---------------- | ---------------- | ---------------- | ---------------- | ---------------- | ---------------- | ---------------- |
| 2022             | 名古屋           | 31               | J1               | 1                | 0                | 4                | 1                | 2                | 0                | 6                | 1                |
| 2023             | 名古屋           | 31               | J1               | 2                | 0                | 4                | 1                | 1                | 0                | 7                | 1                |
| 2024             | 名古屋           | 5                | J1               | 16               | 1                | 3                | 1                | 1                | 0                | 20               | 2                |
| 2025             | 愛媛             | 25               | J2               |                  |                  |                  |                  |                  |                  |                  |                  |
| 通算             | 日本             | 日本             | J1               | 19               | 1                | 11               | 3                | 4                | 0                | 33               | 4                |
| 通算             | 日本             | 日本             | J2               |                  |                  |                  |                  |                  |                  |                  |                  |
| 総通算           | 総通算           | 総通算           | 総通算           | 19               | 1                | 11               | 3                | 4                | 0                | 33               | 4                |

- 2021年 2種登録選手としての公式戦出場無し
- Jリーグ初出場 - 2022年7月6日 J1 第20節 vs柏レイソル (三協フロンテア柏スタジアム)
- Jリーグ初得点 - 2024年10月23日 J1 第35節 vsガンバ大阪 (パナソニック スタジアム 吹田)

## タイトル

### クラブ
名古屋グランパス
- Jリーグカップ（2024年）

## 代表歴
- 2022年 U-19日本代表